# Leandro Lima
George Leandro Abreu de Lima (Fortaleza, Brasil, 9 de noviembre de 1985) es un exjugador de fútbol brasileño. Fue campeón de la temporada 2007-08 de la Primeira Liga de Portugal mientras jugaba en el FC Porto.

## Trayectoria

### Clubes
| Club            | País          | Año       |
| --------------- | ------------- | --------- |
| São Caetano     | Brasil        | 2005-2007 |
| FC Porto        | Portugal      | 2007-2008 |
| Vitória Setúbal | Portugal      | 2008-2009 |
| Cruzeiro        | Brasil        | 2009-2010 |
| UD Leiria       | Portugal      | 2010-2011 |
| Avaí            | Brasil        | 2011      |
| Daegu FC        | Corea del Sur | 2012–2013 |
| Jeonnam Dragons | Corea del Sur | 2014–2015 |
| Santa Cruz      | Brasil        | 2016      |
| Fortaleza       | Brasil        | 2017      |
| Juventude       | Brasil        | 2018      |
| Paysandu        | Brasil        | 2019      |

## Selección nacional
Lima fue miembro de la selección de fútbol de Brasil, con la que se consagró campeón del Campeonato Sudamericano de Fútbol Sub-20 de 2007 y con la que disputó la Copa Mundial de Fútbol Sub-20 de 2007.

### Participaciones en Copas del Mundo
| Mundial                               | Sede   | Resultado   |
| ------------------------------------- | ------ | ----------- |
| Copa Mundial de Fútbol Sub-20 de 2007 | Canadá | 8° de final |

## Controversia sobre su edad e identidad
En mayo de 2008, la Primeira Liga lo suspendio por tres meses como sanción por haber falsificado su nombre y edad. De acuerdo a la investigación solicitada por la entidad deportiva, se determinó que su primer nombre era George y no Luiz, y que su fecha de nacimiento fue el 9 de noviembre de 1985 y no el 19 de diciembre de 1987.